# 皇親國戚
皇親國戚是指所有皇帝有親屬關係的人。漢字文化圈傳統宗法制度中以男性為中心，親戚分為父系的族內與母系、妻系、婿系的族外，族內為親，族外為戚，皇親國戚是皇族和外戚的合稱。